# Mani Neumann
Manfred Neumann (n. 14 ianuarie 1958, Hilden, Germania), mai cunoscut ca Mani Neumann, este un violonist și compozitor german, membru al grupului Farfarello, pe care l-a înființat în 1982, și component al formației românești Phoenix între anii 1979–1981 și 1988–2008. Cântă la vioară și blockflöte. A fost supranumit Der Teufelsgeiger („Violonistul Diavolului”).

## Activitate muzicală
Mani Neumann este descoperit de Nicolae Covaci, liderul trupei Phoenix, în Germania de Vest, în vara lui 1979. La acel moment, Covaci făcea repetiții în Hilden, alături de câțiva muzicieni cu care refăcuse Phoenix-ul, după ce ceilalți membri din formula cu care a părăsit clandestin România cu doi ani înainte – Josef Kappl, Erlend Krauser și Ovidiu Lipan Țăndărică – plecaseră din trupă. Mani Neumann repeta, la rândul său, cu un grup din care făcea parte și basistul Volker Vaessen, care își amintește:
„Din formația de școlari a lui Mani și a mea s-a dezvoltat o formație de studenți. Noi cântam, pe de-o parte, rhythm & blues, dar și compoziții proprii, indecise, netransparente, cu lungi improvizații, krautrock – rock-ul german sofisticat și fără emoție. În oraș la noi nu prea se-ntâmpla nimic și, în afară de sala de repetiție, de multe ori ne făceam veacul pe la «Musikhaus Kalcher» – Kalcher fiind proprietarul magazinului de muzică omonim. Tipul fugise din R.D.G. și era foarte fericit să mai aibă câțiva tipi în jurul lui care să-l distreze. În prăvălia lui nu se întâmpla nimic. Într-o bună zi, au apărut acolo și alți tipi: Covaci, Ulli Heidelberg, Bubi Dobrozemsky, Rainer Mackinthun repetau jos în pivniță. Ne-am dus și noi acolo și am ascultat o chestie nemaipomenit de excitantă și de interesantă. Era exotic într-un fel. Am auzit pentru prima oară o măsură de 10/8 (zece optimi). Pe lângă «Mica țiganiadă», tinerii repetau și primele versiuni ale «Tamarei» și «Wanting». Suna foarte interesant.”—Volker Vaessen, 2014
Mani Neumann este imediat cooptat în Phoenix, Covaci reușind să creeze o trupă de rock „rea și agresivă”, compusă din șase oameni (două viori electrice, violoncel electric, chitară bas, chitară electrică și baterie), care susține concerte o vreme, cu mult succes la public, fiind un concept nou pe acele timpuri. Violonistul rememorează începuturile sale la Phoenix:
„L-am cunoscut pe Nicu Covaci în 1979, el repeta în incinta unui magazin de muzică din orașul meu natal, cu doi colegi – unul dintre ei era un german pe care îl cunoșteam de la școală, Ulli Heidelberg, și celălalt era Bubi Dobrozemsky. I-am auzit întâmplător cântând niște piese mai vechi de la Phoenix – «Fată verde», «Anule, hanule», câteva compoziții din România, și câteva mai noi, pe care le făcuse Nicu, «Stars Dance», de exemplu. Mi-a plăcut acea muzică și am început să cânt cu ei, deci am ajuns să cântăm în formulă de patru. Repetam în fiecare zi – intram dimineața în acea sală de repetiții, din magazinul de muzică, încuiam ușile și mai plecam când se închidea magazinul. În fiecare zi! După asta, mergeam în apartamentul meu și continuam să facem muzică, se întâmpla ceva foarte special: stăteam de vorbă, făceam planuri, ne vizitau foarte mulți prieteni. Locuiam cu toții acolo și în fiecare zi veneau prieteni din Germania sau din Olanda, chiar și români, și ieșea câte o petrecere în fiecare seară – poate e mult spus petrecere, să le spunem întâlniri. Era firesc pentru muzicieni, așa se face. Cântam în fiecare seară, discutam, ei mă ajutau să învăț textele (care erau în românește) și, pas cu pas, Phoenix a ajuns să facă parte tot mai mult din viața mea.”—Mani Neumann, 2023
În 1981, apare pe piața germană albumul Transsylvania, primul produs scos în străinătate de către formația plecată din România și, totodată, primul material Phoenix pe care cântă Mani Neumann la vioară (electrică și acustică), realizând și una din vocile secundare. Cu toate acestea, la scurt timp după apariția albumului, trupa se desființează, însă Mani Neumann continuă să cânte, înființând proiectul (Trio) Farfarello:
„După trei ani cu Phoenix, în care am încercat să pătrundem pe piață – ceea ce a fost greu, pentru că în Germania era altă conjunctură la ora aceea – am decis să luăm o pauză. În acea pauză, eu simțeam nevoia să cânt, să fac ceva. Îl cunoscusem pe Ulli Brand, dar atunci am început să colaborăm mai serios și am pus bazele formației Farfarello. A fost, oarecum, în paralel cu Phoenix pentru o vreme, cam în 1981–82. Am înțeles repede că această formulă va fi una de succes, pentru că ne înțelegeam foarte bine. Am găsit și un basist în scurt timp și am început să cântăm în formulă de trio. A fost foarte bine, încă din primii ani, pentru că n-aveam concurență – găsisem acest gen de muzică pe care nu îl mai făcea nimeni altcineva. Ulli și cu mine avem și aceleași gusturi, vedem muzica la fel, iar asta se vede în compozițiile noastre. Acesta este, de fapt, secretul.”—Mani Neumann, 2023

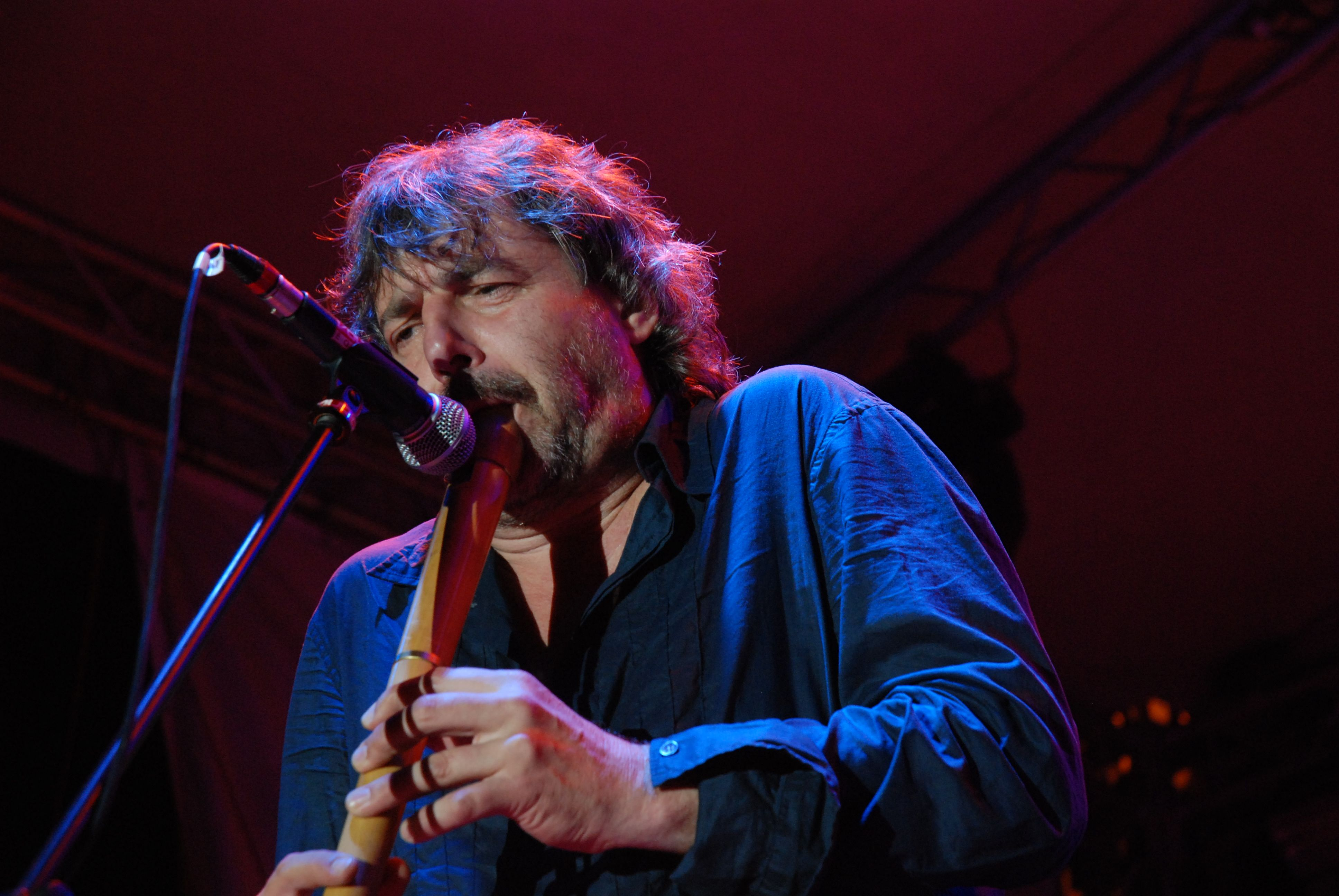
Mani Neumann la blockflöte

Alături de Mani Neumann (vioară, ocazional blockflöte și pian), în prima formulă Trio Farfarello se regăsesc Ulli Brand (chitară acustică, mandolină) și Ecke Volk (contrabas, chitară bas). Muzica abordată, una de fuziune, combină folclorul est-european cu jazz, rock, folk și muzică clasică, pe ritmuri moderne cu acorduri de vioară și chitară, fiind influențată de stilul Phoenix și de întâlnirea cu Nicu Covaci, cu care Mani păstrează strânse legături de-a lungul acestei perioade, având să declare mai târziu:
„Am făcut Farfarello, cu încă doi germani, și am înregistrat mare succes cu grupul respectiv. În cea de-a doua jumătate a anilor '80 a fost ca o adevărată explozie. În doi ani am realizat 120 de spectacole de televiziune în Germania și în Europa: Elveția, Austria, Olanda, Franța, Italia, pretutindeni. Farfarello a avut mare succes la vremea respectivă, dar ei au fost, bineînțeles, influențați de muzica grupului Phoenix.”—Mani Neumann, 2006
Mani Neumann se remarcă nu doar prin interpretare, ci și prin spetacolul scenic, primind supranumele Der Teufelsgeiger („Violonistul Diavolului”). Modul său de a interpreta – melancolic, sălbatic ori excitant – are potențialul de a capta atenția publicului, devenind apreciat datorită virtuozității și originalității, stilul său fiind considerat imposibil de copiat. Nicolae Covaci, care dedică trupei Farfarello și lui Mani Neumann un capitol în cartea sa Phoenix: Giudecata înțelepților, își amintește:
„Era o gașcă întreagă de muzicanți din care l-am selectat pe Ulli Brand, chitarist foarte bun, și mai erau încă doi. Era o trupă făcută pentru Mani, botezată de mine cu numele de Farfarello. Acesta era numele unui drăcușor din «Mici opere morale», cartea lui Giacomo Leopardi. Trupa a devenit cunoscută în Germania, iar lumea îl aprecia pe Mani, supranumit «violonistul diavolului». Porecla reflecta show-ul pe care îl făcea: sărea de colo-colo, rupea viori, corzi, arcușuri, cânta într-un mod violent, lumea zicea că-i nebun.”—Nicolae Covaci, 2014
De-a lungul istoriei sale, Farfarello a susținut peste 5.000 de concerte în întreaga lume și a realizat peste 20 de albume. În jurul nucleului format din Neumann și Brand – singurii membri constanți, formulele de înregistrare ori cele de concert au cuprins numeroși muzicieni, extinzându-se de câteva ori până la orchestră simfonică. În formula de trio sunt adăugate, după caz, chitara bas, contrabasul sau percuții, iar cea de cvartet rock cuprinde atât chitară bas, cât și tobe. După lansarea discurilor Farfarello (1984), Trio Farfarello 2 (1986) și Toys (1988), Mani Neumann se alătură din nou Phoenix-ului, într-o formulă ce începe să se strângă în jurul lui Nicu Covaci, cu bateristul Ovidiu Lipan, frații Dixie și Erlend Krauser. Această formulă nu rezistă, însă violonistul rămâne alături de Covaci. Începând cu anul 1988, activează timp de două decenii în paralel atât în Phoenix, cât și în Farfarello. Vine pentru prima oară în România în mai 1990, fiind singurul component din perioada germană a Phoenix-ului ce se integrează în „formula de aur” a anilor '70, reunită după Revoluție:
„Într-adevăr, cântam deja cu Phoenix de mult și ei îmi tot povestiseră despre România, însă eu nu reușeam să-mi imaginez cum este. Nici nu știam exact unde se află pe hartă, pentru mine era pe o altă planetă. Eram foarte curios să aflu unde și cum e de fapt România. Și, într-o zi, după Revoluție, am luat un avion și când am ajuns la aeroport, ne așteptau deja la scară, pe pistă, mulți oameni, televiziuni. Ne-au urcat într-o mașină, am coborât la Palatul Copiilor, unde scena era pregătită, și am cântat în fața a 6.000–7.000 de oameni. A fost ca într-un vis, nu se poate exprima în cuvinte. Noaptea am locuit la Hotel București, unde zidurile erau ciuruite, aveai senzația că tocmai zburaseră prin aer ultimele gloanțe, iar a doua zi am plecat la Constanța, cu Nicu și cu Dan Chișu, pentru a plănui turneul de stadioane. Apoi am ajuns la Poiana Brașov, unde m-am simțit ca în rai. M-am îndrăgostit imediat de România. Am avut posibilitatea ca în scurt timp să văd întregul ansamblu, oamenii, peisajele, ce înseamnă Phoenix-ul în țara lui.”—Mani Neumann, 2005
Participă la primele materiale realizate de Phoenix după reunire: albumele Aniversare 35 (înregistrat în 1990, însă apărut pe piață abia în 1997) și SymPhoenix/Timișoara (1992). Pentru imprimările SymPhoenix/Timișoara, Mani Neumann – care este și dirijorul orchestrei – îi aduce în România pe Ulli Brand și, în absența lui Josef Kappl, pe Volker Vaessen (fostul său coleg de școală). Violonistul concertează cu Phoenix pe tot parcursul anilor '90 și în prima jumătate a anilor 2000, venind în țară ori de câte ori este solicitat de Covaci.

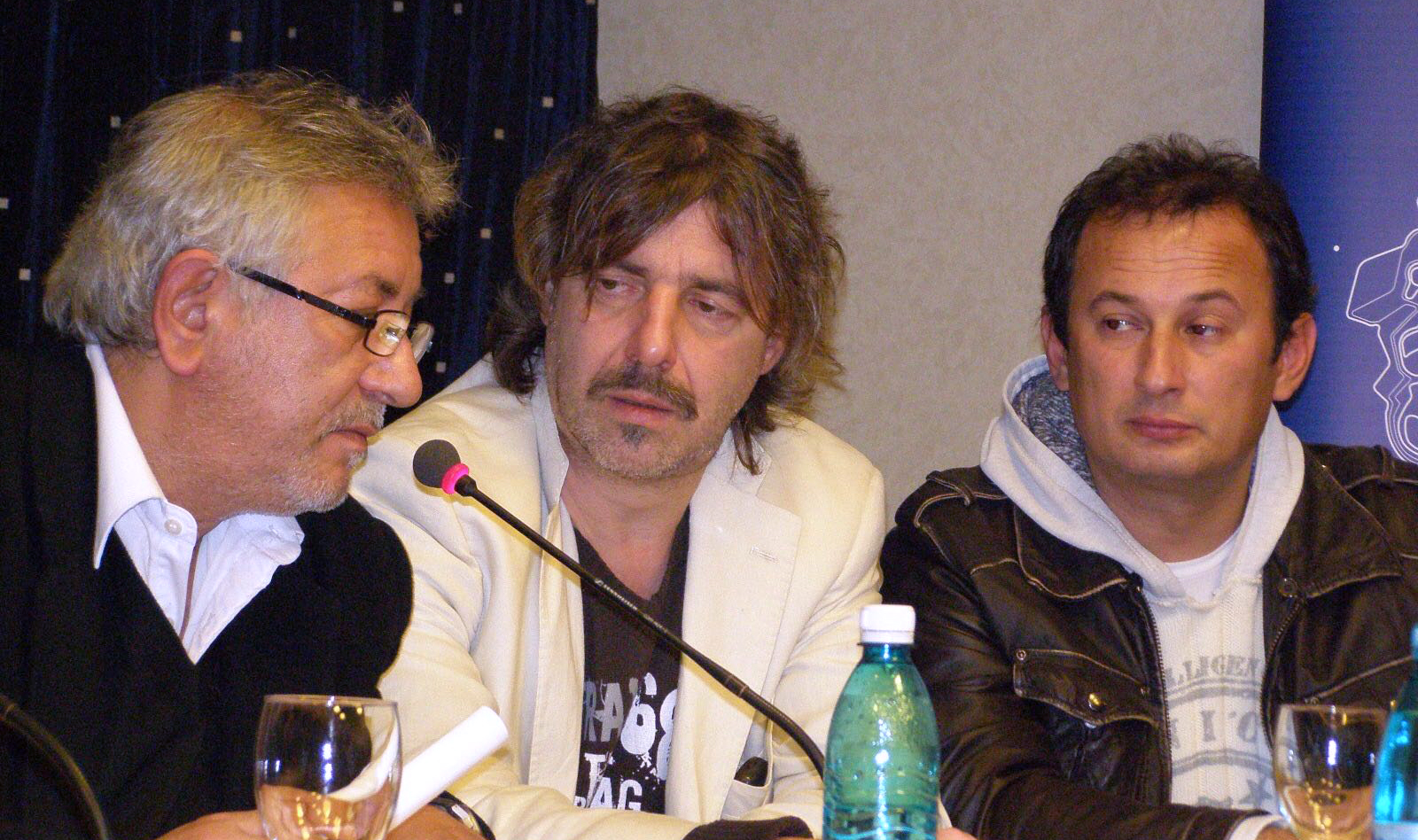
Ovidiu Lipan, Mani Neumann și Stelu Enache la conferința de presă a concertului aniversar Phoenix 45 de ani

În aceeași perioadă, înregistrează în studio sau în concert mai multe albume cu Farfarello, lansate pe piața muzicală din Germania: Saravah (1990), Live It (1994), Movements (1994), In Concert – Ich Fühle (1997), Semikolon (2000), Farfarello Classics (2001), Traumzeit (2002), 14 (2004) etc. În ceea ce privește Phoenix-ul, contribuie cu partiturile sale de vioară și uneori de blockflöte la proiectul Cantafabule remix (1998), la albumele de creație În umbra marelui urs (2000) și Baba Novak (2005), apare pe materialele filmate în concert Ora-hora (2000) și Live at Sala Palatului (2006). De asemenea, participă la aniversările de 35, 40 și 45 de ani ale formației. În data de 19 noiembrie 2007, are ultima apariție pe scenă în calitate de membru Phoenix, cu prilejul concertului aniversar de 45 de ani „Phoenix & Friends – 100% Unplugged”, desfășurat în sala mare a Teatrului Național din București. În mai 2008, se retrage oficial din trupă, odată cu Ioji Kappl, în urma unor neînțelegeri cu Nicu Covaci apărute din cauza faptului că Mani îl invitase pe Ioji să cânte cu Farfarello în concertele programate în România. Într-un interviu luat 15 ani mai târziu, muzicianul german dă câteva detalii despre cum era împărțită munca de creație în celebra formație românească:
„La Phoenix ai structura clară, tipică lui Covaci, pe care a impus-o. Baza este structura, apoi vine melodia și «rezolvă» treaba. Ioji Kappl este un aranjor extraordinar, părerea mea este că ei doi au fost o echipă nemaipomenită. Știau foarte bine ce făceau. Este vorba, până la urmă, despre «a ști» muzică. Unii numesc asta spiritul Phoenix.”—Mani Neumann, 2023
La 15 septembrie 2009 are loc în București concertul de lansare a albumului Pas cu pas, singurul material Farfarello destinat pieței muzicale românești. Acesta ocupă poziția a patra în topul anual al albumelor apărute în România, clasament realizat de revista Muzici și Faze, cu următoarea mențiune: „Formația germană a lui Mani Neumann, cu un material adresat (în mod direct) publicului român. Album încântător, care convinge pas cu pas că merită să fie reascultat. Muzicieni adevărați!” În anii următori, Mani Neumann scoate în țara natală noi albume cu Farfarello – Glück! (2010), ZeitZone (2015), Krönung (2021) – și revine de mai multe ori în România în vederea susținerii unor turnee, la unele din acestea luând parte și Josef Kappl sau Ovidiu Lipan Țăndărică. Cu aceștia din urmă, colaborează și în alt context, cel al supergrupului Pasărea Rock, înființat în februarie 2014, Mircea Baniciu ocupând postul de solist vocal. Înregistrează părțile de vioară pentru primele piese apărute sub titulatura Pasărea Rock („Praznic năprasnic” și „Legenda”), cântă în concertul de învestire ținut la Sala Palatului pe 25 martie, iar apoi este invitatul special al primului turneu național efectuat de noul supergrup, în opt orașe.
Pe 2 august 2022, cu ocazia unui spectacol „SymPhoenix” la Timișoara, Mani Neumann apare din nou pe scenă, după mulți ani, alături de Phoenix. În toamnă, este prezent la premiera de gală de la Sala Palatului a filmului documentar Phoenix: Povestea, iar apoi, în 19 aprilie 2023, cântă în concertul de la Arenele Romane în care sunt aniversați cei 76 de ani împliniți de Nicu Covaci.
Mani Neumann a fost onorat cu premiul MTV – „Lifetime Award” și decorat de președintele României cu ordinul „Meritul cultural în grad de cavaler” ca urmare a activității sale în trupa Phoenix. În perioada în care apărea pe scenă cu Phoenix-ul, se remarca prin soloul de vioară prestat în timpul piesei „Negru Vodă”, preluat și la Farfarello sub denumirea „Walpurgisnacht”. Alte momente în care violonistul ieșea la rampă erau reinterpretările după „Balada pentru vioară și orchestră” a lui Ciprian Porumbescu și după „Ciocârlia”, ambele compoziții fiind prelucrate deopotrivă cu Farfarello.
„Muzica românească este fantastică. Atunci când am auzit muzica românească am spus: asta e muzica mea. Dacă vrem să cântăm «Ciocârlia», cântăm «Ciocârlia». Dar pentru asta trebuie să vorbesc cu degetele mele. Câteodată degetele mele îmi subminează autoritatea. Eu încerc să vorbesc cu ele ca și cu prietenii mei, dar ele spun «da» și în concert se comportă ca nebunele. Sunt solidare. Ele cred că sunt patru contra unu.”—Mani Neumann, 2017

## Discografie
Cu Farfarello:
- toate albumele (Vezi: Discografie Farfarello)

Cu Phoenix:
- Transsylvania (1981)
- SymPhoenix/Timișoara (1992)
- Aniversare 35 (1997)
- În umbra marelui urs (2000)
- Ora-hora (2000, VHS)
- În umbra marelui U.R.S.S. (2003)
- Baba Novak (2005)
- Phoenix Tour 2006 – Baba Novak (2006, VCD)
- Live at Sala Palatului (2006, DVD)
- The 80s (2019)

Alte colaborări:
- Bläck Fööss – Zweierlei Fööss (1986)
- Lipan Connection – Waiting for You (1992, maxi-single)
- The Spirit of Jimi Hendrix: Live in Concert (1994, VHS)
- Toni Putrino – Love and Freedom (1996)
- Anne Haigis – Dancing in the Fire (1997)
- Strinx – Running for the Click (2000) — flaut la piesa „Always on My Mind”
- Toni Putrino – Changes (2000)
- The Returners – Burnin' (2005)
- Baniciu & Kappl – Pe Argeș în jos (2008, maxi-single) — blockflöte sopran la piesa „Pe Argeș în jos”
- Anne Haigis – Unplugged (2010)
- Klaus der Geiger – Von allen Seiten (2011) — vioară la piesele „Steck mich nicht ins Heim” și „Nuages”
- Pasărea Rock – Legenda (2014, maxi-single)
- Pasărea Rock – Călușandra (2015, EP) — vioară la piesa „Legenda (live)”
- Pasărea Rock – Legenda (2016) — vioară la piesele „Legenda” și „Praznic năprasnic”
- Korsar (Narcis Tran) – Soldați de lut (2017) — vioară la piesa „Popasul haiducilor”
- The Jimi Hendrix Tribute Concert: Live at Rockpalast 1991 (2019, 2CD+DVD)

## Vezi și
- Farfarello
- Phoenix